# Strada nazionale 18 di Alemagna
La strada nazionale 18 di Alemagna era una strada nazionale del Regno d'Italia, che congiungeva Conegliano a Cortina d'Ampezzo.
Venne istituita nel 1923 con il percorso "Conegliano - Vittorio Veneto - Ponte nelle Alpi - Pieve di Cadore - Cortina d'Ampezzo".
Nel 1928, in seguito all'istituzione dell'Azienda Autonoma Statale della Strada (AASS) e alla contemporanea ridefinizione della rete stradale nazionale, il suo tracciato costituì il tratto iniziale della strada statale 51 di Alemagna.